# Limnonectes limborgi
Limnonectes limborgi là một loài ếch trong họ Ranidae. Chúng là loài đặc hữu của Myanmar.
Các môi trường sống tự nhiên của chúng là các khu rừng ẩm ướt đất thấp nhiệt đới hoặc cận nhiệt đới, rừng mây ẩm nhiệt đới và cận nhiệt đới, sông, đầm nước ngọt, và đầm nước ngọt có nước theo mùa. Tình trạng bảo tồn của nó hiện chưa đủ thông tin.